# Кетчикан
Ке́тчикан (англ. Ketchikan [ˈkɛtʃɪkæn])— город на юго-востоке штата Аляска, США. С населением 8166 человек в 2022 году, является пятым по густонаселённости городом штата.
Экономика города основана на туризме и рыболовстве — Кетчикан известен как «Мировая столица лосося». 

## История
В 1957 году город был награждён премией All-America City Award (с англ. — «Всеамериканский город») присуждаемой Национальной гражданской лигой, которую неофициально называют «Нобелевской премией за конструктивное гражданство» и которая выдается за активную гражданскую позицию жителей некорпоративных сообществ Соединённых Штатов в жизни местного самоуправления. 
Основанный 1 декабря 1978 года национальный памятник «Туманные фьорды» является одной из главных достопримечательностей района.

## География
Кетчикан расположен на острове Ревильяхихедо в 145 км к северу от города Принс-Руперт (Канада), и в 378 км к югу от столицы штата Аляска, города Джуно.
В соответствии с данными Бюро переписи населения США, город имеет общую площадь 12,7 км² (9,88 км² суши и 2,82 км² водной поверхности).

## Климат
Климат Кетчикана – мягкий морской (Cfb по классификации Кёппена) и характеризуется сильной облачностью и высокой влажностью в течение всего года, а также обильными осадками, в том числе, в самом засушливом месяце. Благодаря этому Кетчикан иногда называют "дождевой столицей Аляски".
Зимы прохладные, однако мягкие для данной широты. Так, в январе среднесуточная температура января составляет 2 °C, средняя дневная температура 4,3 °C, а средняя ночная –0,3 °C. К востоку и вглубь от побережья зима на этой широте значительно более холодная. Лето мягкое, средняя температура августа составляет 15 °C, а средняя дневная и средняя ночная температура – 18,2 °C и 11,8 °C соответственно. В среднем за год выпадает 3798 мм осадков, большая часть которых приходится на осень и зиму. Вегетативный сезон (когда температура не опускается ниже нуля градусов) длится около 6,3 месяцев или 191 день, примерно с 19 апреля по 27 октября.

### Климатические рекорды
Рекордные температуры:
5 июня 1913 года: 36 °C
23 января 1918 года: –22 °C.
Рекордное количество осадков:
максимум за год: в 1949 году (5145 мм)
минимум за год: в 1995 году (2247 мм).
максимум за месяц: ноябрь 1917 (1388 мм)
максимум за сутки:  11 октября 1977 года (221 мм).
Рекордное количество снега:
январь 1971 года (1,15 м), притом, что среднегодовое количество осадков в виде снега — 94 см.
| Показатель                                            | Янв.  | Фев.  | Март  | Апр.  | Май   | Июнь  | Июль  | Авг.  | Сен.  | Окт.  | Нояб. | Дек.  | Год  |
| ----------------------------------------------------- | ----- | ----- | ----- | ----- | ----- | ----- | ----- | ----- | ----- | ----- | ----- | ----- | ---- |
| Средний суточный максимум, °C                         | 3,4   | 4,8   | 6,6   | 9,9   | 14,2  | 16,9  | 18,5  | 18,4  | 15    | 10,6  | 5,8   | 3,3   | 10,6 |
| Средняя температура, °C                               | 1,4   | 2,3   | 3,4   | 6,2   | 9,9   | 12,9  | 14,8  | 14,9  | 11,8  | 7,7   | 3,8   | 1,6   | 7,6  |
| Средний суточный минимум, °C                          | −0,6  | −0,2  | 0,1   | 2,4   | 5,7   | 8,8   | 11    | 11,4  | 8,7   | 4,8   | 1,7   | −0,2  | 4,5  |
| Норма осадков, мм                                     | 296,4 | 198,1 | 190,2 | 186,2 | 139,7 | 120,1 | 131,8 | 203,5 | 259,1 | 328,4 | 333,2 | 273,6 | 2641 |
| Источник: https://www.weather.gov/wrh/climate?wfo=ajk |       |       |       |       |       |       |       |       |       |       |       |       |      |